# Brodeslavy
Brodeslavy – miejscowość i gmina (obec) w Czechach, w kraju pilzneńskim, w powiecie Pilzno Północ. W 2022 roku liczyła 69 mieszkańców.